# Лехаиндраво
Лехаиндраво (груз. ლეხაინდრავო) — село в Грузии, на территории Мартвильского муниципалитета края (мхаре) Самегрело-Верхняя Сванетия.

## География
Село находится в западной части Грузии, на расстоянии приблизительно 5 километров (по прямой) к юго-западу от города Мартвили, административного центра муниципалитета. Абсолютная высота — 115 метров над уровнем моря.

## Население
По результатам официальной переписи населения 2014 года в Лехаиндраво проживало 754 человека (360 мужчин и 394 женщины). В национальной структуре населения грузины составляли 100 %.
| Год  | Население, человек |
| ---- | ------------------ |
| 2002 | 1128               |
| 2014 | ↘ 754              |